# Štvrtok (okres Trenčín)
Štvrtok (maďarsky Vágcsütörtök, do roku 1907 Csütörtök) je obec na Slovensku v okrese Trenčín. V roce 2015 zde žilo 356 obyvatel. První písemná zmínka o obci pochází z roku 1477.